# Eucharia philippsi
Eucharia philippsi là một loài bướm đêm thuộc phân họ Arctiinae, họ Erebidae.